# Episodi di California Dreams (quinta stagione)
La quinta stagione della serie televisiva California Dreams è stata trasmessa in anteprima negli Stati Uniti d'America dalla NBC tra il 7 settembre 1996 e il 14 dicembre 1996.
| nº | Titolo originale            | Titolo italiano | Prima TV USA      | Prima TV Italia |
| -- | --------------------------- | --------------- | ----------------- | --------------- |
| 1  | Stand by Your Man           |                 | 7 settembre 1996  |                 |
| 2  | Shaken, Rattled, and Rolled |                 | 14 settembre 1996 |                 |
| 3  | Honest Sly                  |                 | 21 settembre 1996 |                 |
| 4  | Mop n' Pop                  |                 | 28 settembre 1996 |                 |
| 5  | Diss-Honored                |                 | 5 ottobre 1996    |                 |
| 6  | Reel Teens                  |                 | 12 ottobre 1996   |                 |
| 7  | Father Knows Bets           |                 | 19 ottobre 1996   |                 |
| 8  | Letters from Woo            |                 | 25 ottobre 1996   |                 |
| 9  | Senior Prom                 |                 | 2 novembre 1996   |                 |
| 10 | Babewatch                   |                 | 9 novembre 1996   |                 |
| 11 | Love Letters                |                 | 16 novembre 1996  |                 |
| 12 | Graduation Day              |                 | 23 novembre 1996  |                 |
| 13 | A Band Divided              |                 | 30 novembre 1996  |                 |
| 14 | The Fashion Man             |                 | 7 dicembre 1996   |                 |
| 15 | The Last Gig                |                 | 14 dicembre 1996  |                 |